# Lisove, Koriukivka
Lisove (în ucraineană Лісове) este un sat în comuna Rîbînsk din raionul Koriukivka, regiunea Cernihiv, Ucraina.

## Demografie
Componența lingvistică a localității Lisove
     Ucraineană (100%)
Conform recensământului din 2001, toată populația localității Lisove era vorbitoare de ucraineană (100%).